# Komunitní server
Komunitní server je platforma zajišťující interakci mezi uživateli. Využívá technologii web 2.0. Komunitní server má velkou spoustu funkcí, které mohou uživatelé využívat. Jde například o blogy, fotogalerie, emailovou schránku, vlastní webový prostor… Převážná většina jejich obsahu či provozu je tvořena samotnými uživateli.

## Dělení
Makrokomunitní servery
- jde o server, který využívá velké množství uživatelů
- není dána tematická oblast, pro kterou by se zde lidé scházeli

Mikrokomunitní servery
- sdružují určitou skupinu uživatelů se společným zájmem (hráči PC her (např. Gamepark.cz), vyznavači sportů (např. SportCentral.cz…)
- je dána tematická oblast

## Klady a zápory
Používání komunitních serverů s sebou přináší velké výhody pro uživatele, avšak také velká rizika.
Přínosy komunitních serverů
- zefektivnění komunikace – mezi rodinami, mezi zájmovými organizacemi či například mezi firmami
- otevřené možnosti pro menšiny – homosexuálové, etnické menšiny, apod.
- seznamováni, sdílení dat
- výměna zkušeností z dané tematické oblasti – péče o nemocné, zájmové organizace
- pozitivní vliv na psychiku uživatelů

Nebezpečí a hrozby komunitních serverů
- zveřejnění či odcizení osobních údajů a dat
- šíření spamu a virů (hoaxy…)
- negativní dopad na psychiku uživatelů – závislosti apod.
- zneužívání mladistvých
- podpora trestné činnosti

## Příklady
- České komunitní servery
  - Postuj.cz
  - Líbímseti.cz
  - Lidé.cz
  - Xicht.cz
  - Xchat.cz
  - SportCentral.cz
  - Gamepark.cz

- Světové komunitní servery
  - Myspace
  - Facebook